# Geddon
Geddon es el nombre de una malvada organización de la serie Kamen Rider Amazon.

## Historia
La Organización Geddon fue formada en las junglas del Amazonas.

## Miembros
- Demonio de Diez Caras Gorgos (1-14) - El Líder de Geddon que utiliza el Brazalete Gaga. Destruido por el Gran Corte de Kamen Rider Amazon y su Brazalete fue tomado por el Emperador Zero, del Imperio Garanda.

### Bestias Geddon
Las Bestias de Geddon están basadas en animales, insectos y arácnidos.
- Kumo Jujin (1)
- Jujin Kyuketsu Komori (2)
- Kamakiri Jujin (3)
- Jujin O-Mukade (4)
- Mogura Jujin (5-20)
- Jujin Yamaarashi (6)
- Hebi Jujin (7)
- Wani Jujin (8)
- Kani Jujin (9)
- Kuroneko Jujin (10)
- Jujin Katatsumuri (11)
- Togeari Jujin (12)
- Jujin Hebitonbo Forma Larva (13) 
  - Jujin Hebitonbo Forma Adulta (14)